# Zabré (departamento)
Zabré é um departamento ou comuna da província de Boulgou no Burkina Faso. A sua capital é a cidade de Zabré.
Em 1 de julho de 2018 tinha uma população estimada em 112814 habitantes.